# Marshall Berman
Marshall Berman, född 24 november 1940 i Bronx i New York, död 11 september 2013 i Manhattan i New York, var en amerikansk filosof och statsvetare. Han var professor vid City University of New York och City College of New York. Han var skribent för flera tidningar, bland andra The New York Times Book Review, New Left Review och New Politics.

## Biografi
Marshall Berman föddes 1940 i Bronx. År 1959 läste Berman Economic and Philosophic Manuscripts of 1844 av Karl Marx; boken blev för honom en ögonöppnare och inspirationskälla.
Berman avlade doktorsexamen vid Harvard University år 1968 och började samma år att föreläsa vid City College of New York. Han är särskilt känd för boken All That Is Solid Melts into Air från 1982. Han analyserar i boken den ekonomiska och sociala utvecklingen inom moderniteten och dess förhållande till modernismen. Berman kritiserar postmodernismen, som han kallar "en hopplös och själlös ekokammare".